# Konventionen om arbetsförmedling för sjömän
Konventionen om arbetsförmedling för sjömän (ILO:s konvention nr 9 angående arbetsförmedling för sjömän, Convention for Establishing Facilities for Finding Employment for Seamen) är en konvention som antogs av Internationella arbetsorganisationen (ILO) den 10 juli 1920 i Genève. Konventionen förbjuder, med vissa undantag, företag och privatpersoner att bedriva vinstdrivande arbetsförmedling för sjömän. Konventionen består av 18 artiklar.

## Ratificering
Konventionen har ratificerats av 41 länder, varav 22 länder har sagt upp den i efterhand.